# Burg Lasberg

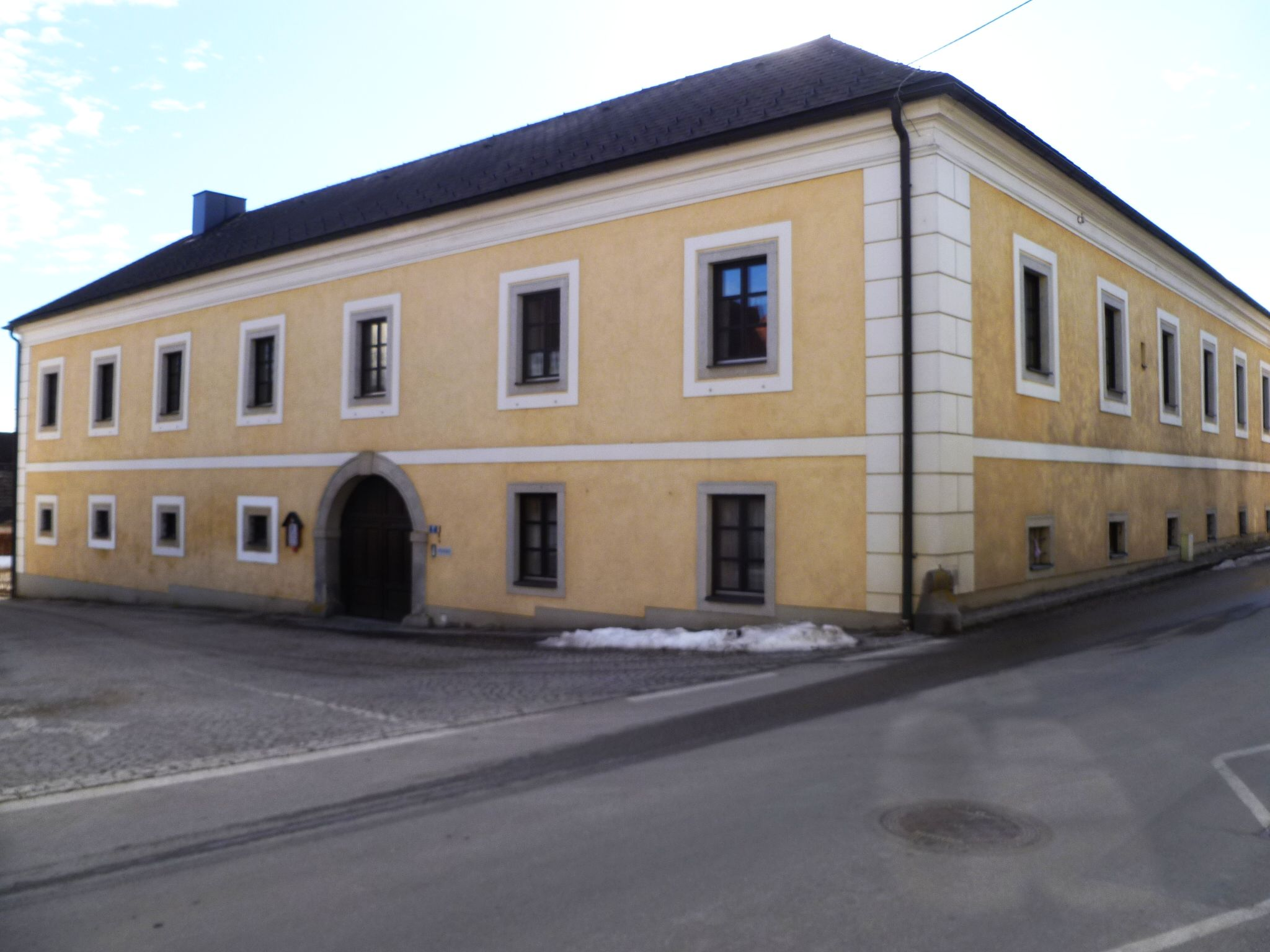
Pfarrhof Lasberg („Gschloß“)

Die Burg Lasberg befand sich in der gleichnamigen Gemeinde im Bezirk Freistadt von Oberösterreich und umfasst heute die Gebäude Markt 14 (Meierhof) und Markt 17 (Pfarrhof).

## Geschichte
Die Familie der Griesbacher, die im Nordwald Rodungen durchführte, besaß einen Herrschaftssitz in Lasberg. 1125 schenkt Adalbert von Griesbach sein Haus und den Hof („Herrenhof“) nächst der Kirche dem Stift St. Florian. Erwähnt werden auch ein Walchun und sein Sohn Werner von Griesbach. Mit dem Tod der drei Söhne des Werner von Griesbach stirbt dieses Geschlecht 1221 aus.

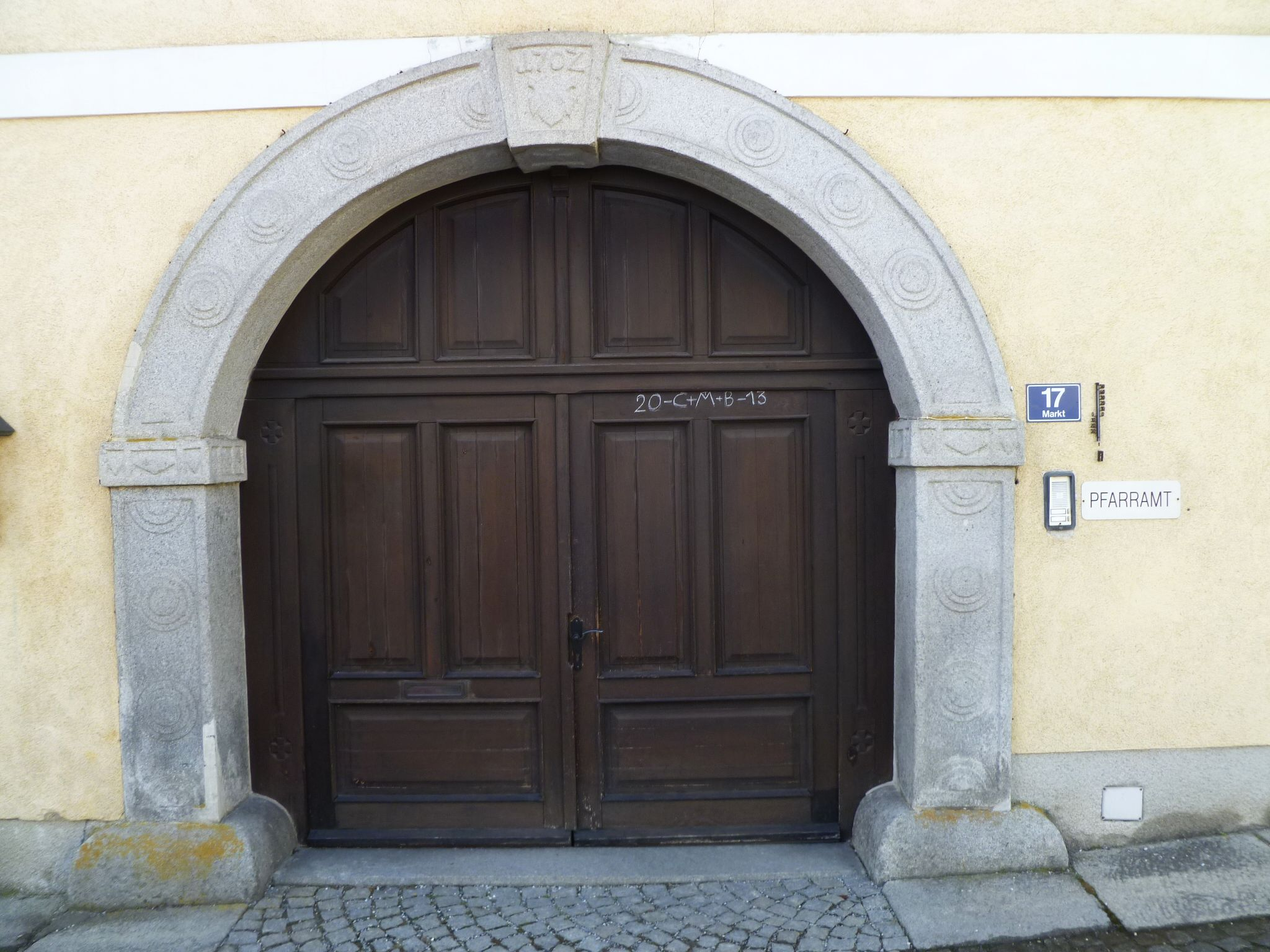
Pfarrhof Lasberg: barockes Eingangsportal von 1702

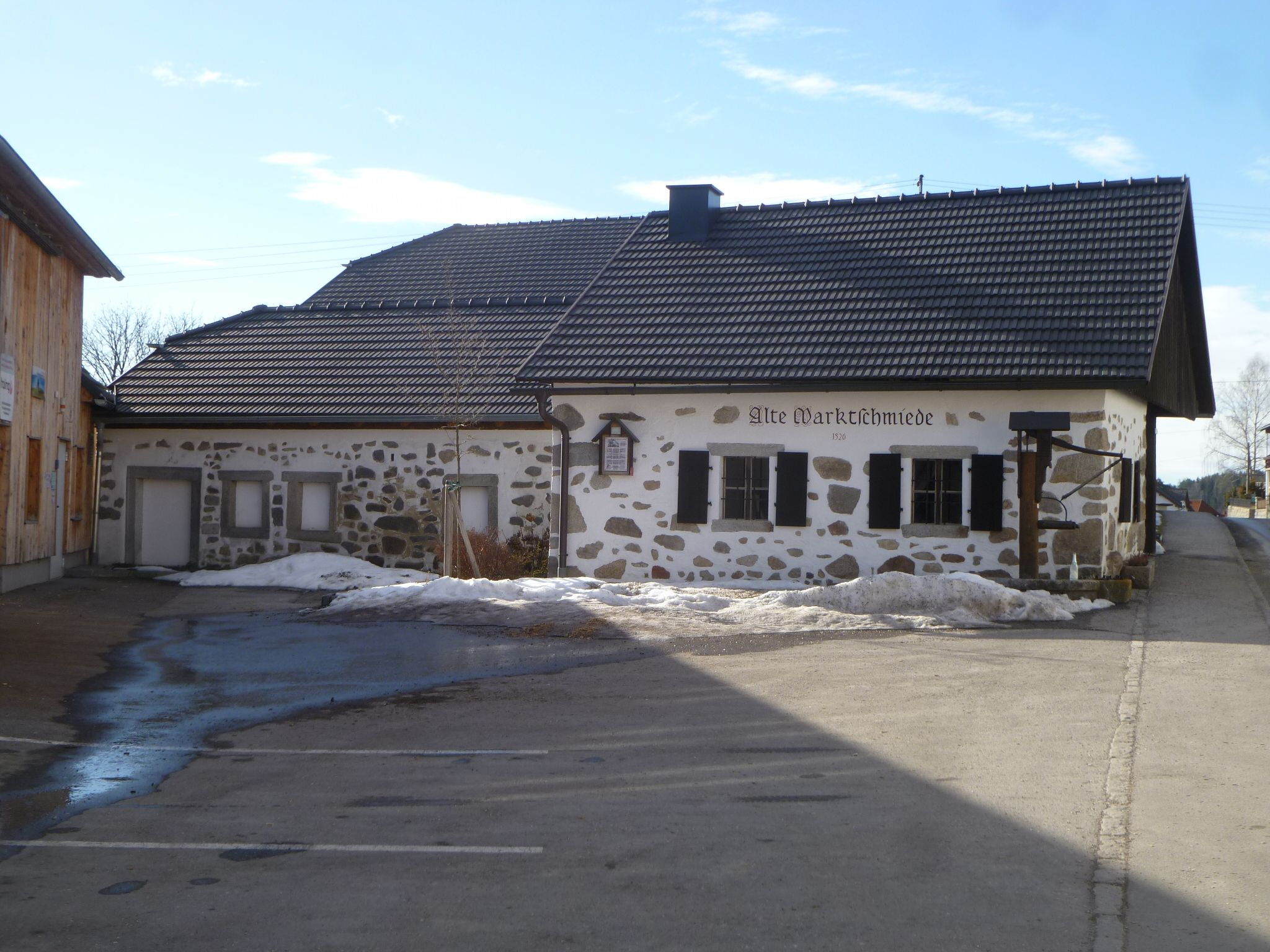
Alte Schmiede von Lasberg

Der Herrenhof wurde an Gefolgs- und Lehensleute der Griesbacher vergeben, nämlich an die Herren von Lasberg, die als „Rodungsgehilfen“ der Griesbacher in den Nordwald mitgekommen sind. Das Geschlecht der Lasberger wird erstmals 1170 erwähnt. Nach dem Aussterben der Griesbacher werden sie die landesfürstlichen Lehensherren von Lasberg. Bei einem Streit um den Zehent mit Weinberg bestätigt 1395 Herzog Albrecht IV.: „Hanns Lasberger hat zu lehen die vest zu Lasperg. Item den pawhof daselbs.“ 1430 wird „ain hofstat dacz Locperg im dorff“ erwähnt. Damit scheint sicher zu sein, dass in Lasberg zwei verschiedene Anlagen vorlagen, nämlich eine aufgegebene Burg auf dem Buchberg („Hoh’ Haus am Buchberg“) und der Ansitz im Dorf, der mit dem späteren Pfarrhof gleichzusetzen ist.
Zu dem Hof zu Lasberg gehörten ein Meierhof und auch die heute noch erhaltene alte Schmiede, eventuell war auch die Kirche St. Vitus in die Burganlage einbezogen. Der Besitz war mit einer Mauer umgeben und diente während der Hussitenkriege vielleicht als ein Zufluchtsort für die Bevölkerung.

## Burg Lasberg heute
Um 1416 verschenkte oder verkaufte Hanns der Lasberger seine Veste dem Pfarrer von Lasberg. 1702 wurde der adelige Ansitz in barockisierender Manier umgebaut und „das Gschloß“ dient heute als Pfarrhof. Die Jahreszahl befindet sich auf dem granitenen Eingangsportal zum Pfarrhof. Gewölbe in dem Gebäude erinnern noch an die frühere Burg. Die dazugehörige Huf- und Wagenschmiede war von 1526 bis zum Jahr 1953 in Betrieb.